# Donje Vidovo
Donje Vidovo (em cirílico: Доње Видово) é uma vila da Sérvia localizada no município de Paraćin, pertencente ao distrito de Pomoravlje, na região de Pomoravlje. A sua população era de 1699 habitantes segundo o censo de 2011.

## Demografia
| 1948 | 1953 | 1961 | 1971 | 1981 | 1991 | 2002 | 2011 |
| ---- | ---- | ---- | ---- | ---- | ---- | ---- | ---- |
| 2430 | 2564 | 2500 | 2353 | 2396 | 2318 | 1932 | 1699 |